# Kaysone Phomvihane (thành phố)

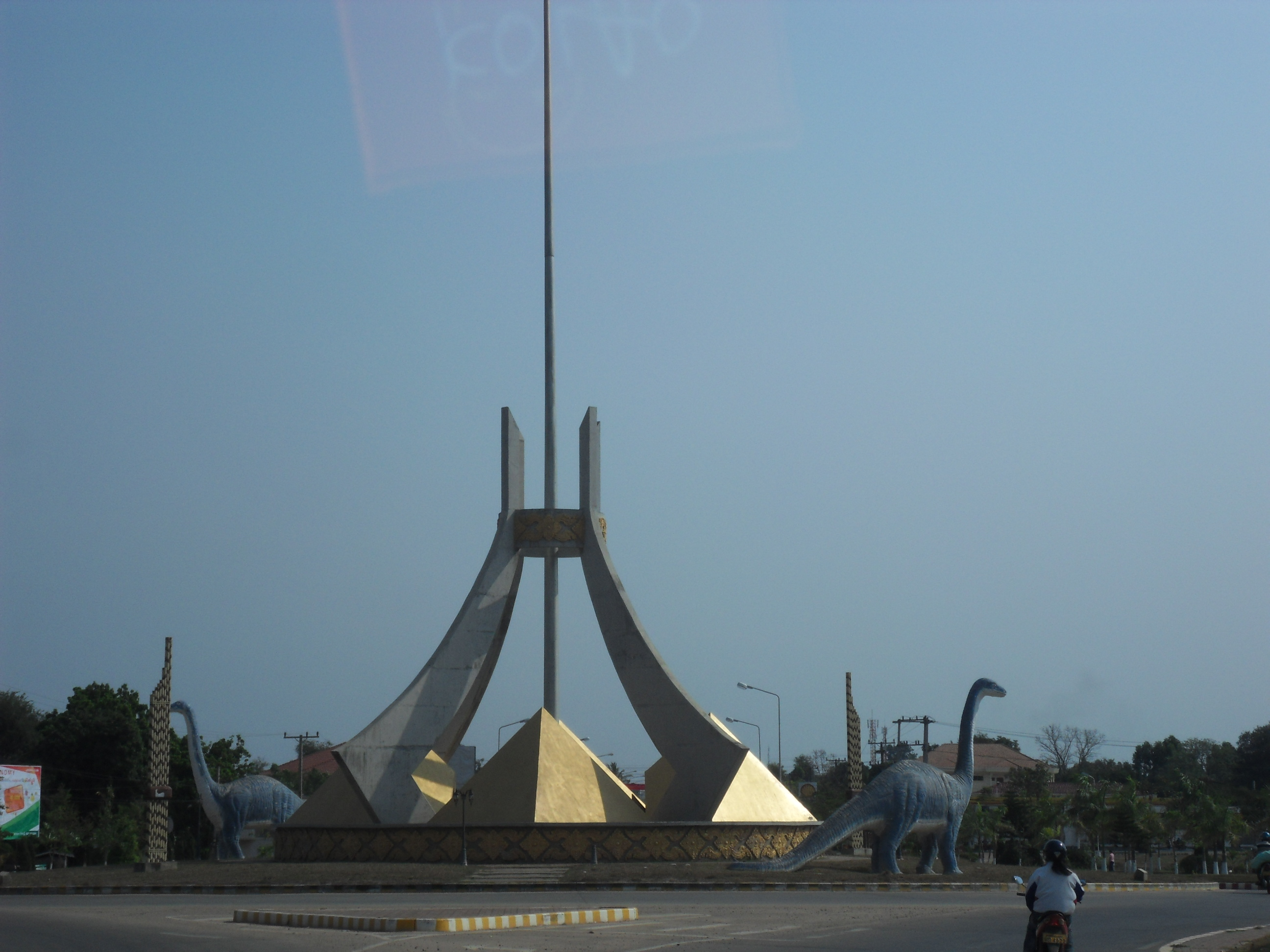
Một nút giao thông ở thành phố Kaysone Phomvihane có tượng khủng long Tangvayosaurus hoffetti. Người ta từng phát hiện bộ xương Tangvayosaurus hoffetti hóa thạch ở Tang Vay, một thị trấn khoảng 120 km về phía đông bắc của Savannakhet.

Thành phố Kaysone Phomvihane (tiếng Lào: ເມືອງໄກສອນ ພົມວິຫານ), tên cũ là Savannakhet, (tiếng Việt còn gọi là Xa Vảnh hay Sa Vản) là một thành phố của tỉnh Savannakhet. Thành phố có dân số là 120.000 người. Tên gọi Savannakhet xuất phát từ các từ Savanh Nakhone, có nghĩa là "Thành phố thiên đường", tên ban đầu của thành phố này. Thành phố Kaysone Phomvihane là thành phố lớn thứ hai của Lào, sau thủ đô Viêng Chăn. Dù khu phố thời thuộc địa Pháp dọc theo sông Mê Kông xuống cấp, vị trí của thành phố này gần nền kinh tế đang phát triển nhanh của Thái Lan đã mang đến sự phát triển thương mại ở phía bắc thành phố này.
Giống như các thành phố khác của Lào, Kaysone Phomvihane có cơ cấu dân số đa dạng gồm người Thái, người Việt, người Hoa và một số dân tộc thiểu số khác của Lào. Thành phố này có ngôi chùa lớn xây từ thế kỷ 15 là Wat Sainyaphum, một ngôi đền của người Hoa, một nhà thờ Công giáo và một nhà thờ Hồi giáo. Năm 2005, một cây cầu vượt sông Mê Kông đã được khởi công xây dựng nối thành phố này với Mukdahan của Thái Lan.